# 외고산 옹기마을
외고산 옹기마을(外高山 甕器마을)은 울산광역시 울주군 온양읍 고산리에 위치한 옹기체험마을이다. 외고산 마을 쪽에 위치하고 있으며, 울산옹기박물관과 옹기문화공원이 인근에 있다.

## 개요
6.25 한국전쟁 이후 전국 각지에서 옹기장인들이 모여들어 현재 한국 최대 규모의 옹기 집단촌을 이루고 있는 곳이다.

## 특징
2010년 울산 세계 옹기문화엑스포가 열리기도 한 곳이며, 1950년대부터 현재까지 옹기를 직접 굽기 시작하여 60~70년대에는 많은 옹기장인들이 모여 옹기를 만들어 외국에 수출하기도 했다. 옹기문화엑스포가 열릴 때는 옹기마을 앞에 외고산역이라는 임시 철도 간이 정거장이 세워지기도 했다.

## 인근 시설
- 울산옹기박물관
- 옹기아카데미: 옹기를 직접 만들고 가마에 굽는 등의 체험을 할 수 있는 곳이다. 옹기의 제작과정을 배울 수 있다.[3]